# Streževosee
Der Streževosee ist ein Stausee nordwestlich der Stadt Bitola im Süden von Nordmazedonien. Die größte Talsperre Nordmazedoniens staut die Šemnica, einen Nebenfluss der Crna Reka. Der See hat eine Fläche von 7,5 km², ist höchstens 6,5 km lang und 1 km breit. Der See entstand 1982.